# کزبر
کزبر، روستایی از توابع بخش زنجانرود شهرستان زنجان در استان زنجان ایران است.
این روستا قطب تولید پیاز در استان محسوب می شود.

## جمعیت
این روستا در دهستان زنجان‌رود پایین قرار دارد و براساس سرشماری مرکز آمار ایران در سال ۱۳۸۵، جمعیت آن ۶۶۲ نفر (۱۷۲خانوار) بوده است.